# Karl Otwin Becker
Karl Otwin Becker (* 16. Oktober 1932 in Darmstadt; † 17. Dezember 2020) war ein deutscher Volkswirt und Mathematiker. Otwin war ordentlicher Professor für Volkswirtschaftslehre (Wirtschaftstheorie) an der Universität Heidelberg und gehörte zu den Pionieren der experimentellen Wirtschaftsforschung in Deutschland.

## Leben
Otwin Becker wurde am 16. Oktober 1932 in Darmstadt geboren. Nach Besuch des Liebigs-Realgymnasiums bis zur Unter-Sekunda begann er 1949 eine Lehre zum Kaufmannsgehilfen und legte 1956 die Prüfung zum Bilanzbuchhalter ab. 1958 erwarb Becker am Abendgymnasium das Abitur. Anschließend studierte er Wirtschaftswissenschaften an der Johann Wolfgang Goethe-Universität Frankfurt und besuchte Vorlesungen der Mathematik. Er schloss das Studium 1962 mit dem Diplom ab.
Von 1962 bis 1970 war Becker Assistent am Seminar für Mathematische Wirtschaftsforschung in Frankfurt bei Heinz Sauermann. In den Jahren 1965 bis 1970 war er zudem Lehrbeauftragter für elektronische Datenverarbeitung an der Universität Frankfurt und von 1965 bis 1969 freier Mitarbeiter der Firma Olivetti in der Softwareentwicklung für die Programma 101.
1966 promovierte Becker summa cum laude bei Heinz Sauermann mit einer Arbeit über „Die wirtschaftlichen Entscheidungen des Haushalts“. Die Habilitation folgte 1970 mit einer Arbeit über „Ökonometrische Prognosemethoden“ mit der Venia Legendi für Volkswirtschaftslehre und Ökonometrie. Becker übernahm Lehrstuhlvertretungen für Allgemeine Betriebswirtschaftslehre an der Universität Münster sowie für Wirtschaftstheorie an der Universität Heidelberg. Im Jahr 1971 wurde Becker zum ordentlichen Universitätsprofessor an die Karl-Franzens-Universität Graz berufen. Er war Vorstand des Instituts für Mathematik, Statistik und Ökonometrie und beteiligte sich am Aufbau der Sozial- und Wirtschaftswissenschaftlichen Fakultät.
Im Jahr 1974 folgte Becker dem Ruf an die Ruprecht-Karls-Universität Heidelberg als Professor für Wirtschaftstheorie am Alfred-Weber-Institut für Sozial- und Staatswissenschaften, an der er bis zu seiner Emeritierung unterrichtete und forschte. Er war verheiratet, lebte in Walldorf und hatte vier Kinder.

## Wirken
Während des Studiums an der Universität in Frankfurt wurden Heinz Sauermann und seine Mitarbeiter auf Becker aufmerksam und boten ihm 1961 eine Stelle als wissenschaftliche Hilfskraft an. Seit dieser Zeit war Becker Mitglied des Frankfurter Kreises für experimentelle Wirtschaftsforschung – entstanden durch Heinz Sauermann und den späteren Nobelpreisträger für Wirtschaftswissenschaften, Reinhard Selten.
Die erste experimentelle Arbeit von Becker – erschienen in der ersten Ausgabe der „Beiträge zur Experimentellen Wirtschaftsforschung“ – ist eine Untersuchung der Erwartungsbildung für eine Zeitreihe, in der Becker eine originelle Verhaltenstheorie entwickelte. Zusammen mit Ulrike Leopold-Wildburger entwickelte er später mit der sogenannten bounds and liklehood procedure einen modifizierten und verbesserten Ansatz. Diese Beiträge zur Erwartungsbildung sind von Bedeutung für die Entwicklung einer Theorie der begrenzten Rationalität und ermöglichen Prognosen für zukünftige Entwicklungen unter gewissen Voraussetzungen. Beckers Dissertation 1967 zur Haushaltstheorie enthält einige originelle Ideen, so beispielsweise eine frühe Version einer Theorie eines lebenslangen Konsumzyklus. In deutscher Sprache publiziert blieb die Dissertation international jedoch weitgehend unbeachtet. Die Idee des lebenslangen Konsumzyklus wurde später in der Literatur sehr wichtig, Becker aber nie zugeschrieben.
Bedeutender noch als diese frühe Ausarbeitung einer Theorie des lebenslangen Konsumzyklus ist Reinhard Selten zufolge die originelle Darlegung eines Ansatzes zum begrenzt rationalen Konsumverhalten. Becker schlug die Idee vor, dass der Konsument aus zwei Einheiten bestünde: einem „Wunschgenerator“, der Konsumwünsche produziert, und einer „Kontrollautorität“, die diese Wünsche überprüft und sie entweder gestattet oder unterdrückt. Die Kontrollautorität hat Anspruchsniveaus entsprechend den Preisen der zu gestattenden Wünsche. Das Gesamteinkommen wird dabei auf eine Anzahl von Fonds für unterschiedliche Arten von Wünschen aufgeteilt. Die Erfüllung eines Wunsches wird dann zugelassen, wenn in dem ihn betreffenden Fonds noch Geld zur Verfügung steht und der Preis sich unter einem Maximallevel bewegt. Dabei werden die Größen eines Fonds und die Maximalpreise nach einem Anspruchs-Adaptionsschema angepasst.
Becker arbeitete zudem an Problemen der Ökonometrie und der Statistik. Im Bereich der Unternehmungsforschung hat Becker Arbeiten über das Problem der optimalen Routenzahl einer Transporteinheit sowie über das Helmstädtersche Reihenfolgeproblem vorgelegt. Eine gemeinsame Forschungsarbeit von Otwin Becker und Reinhard Selten ist das Management-Spiel SINTO-Market. Dieses Wirtschaftsspiel wurde in den frühen sechziger Jahren entwickelt und von Becker programmiert. Seit 2001 erfährt SINTO-Market eine Wiederbelebung und wird erneut als Forschungsinstrument eingesetzt.

## Ehrungen und Auszeichnungen
- 2011: Ehrendoktorwürde der Sozial- und Wirtschaftswissenschaftlichen Fakultät der Karl-Franzens-Universität Graz (Österreich).[11]

Gewürdigt werden „seine herausragenden wissenschaftlichen Leistungen in der Wirtschafts- und Konjunkturtheorie und seine nachhaltige Mitwirkung am Aufbau der Fakultät“.

## Mitgliedschaften
- Gesellschaft für Wirtschafts- und Sozialwissenschaften (Verein für Socialpolitik); Gründungsmitglied und mehrfach Vorsitzender des Sozialwissenschaftlichen Ausschusses
- Gründungsmitglied der Gesellschaft für experimentelle Wirtschaftsforschung (GfeW, 1977), Frankfurt[13]
- Gründungsmitglied der Alfred-Weber-Gesellschaft, Heidelberg
- DGOR – Deutsche Gesellschaft für Operations Research
- Österreichische Statistische Gesellschaft, Wien
- ÖGOR – Österreichische Gesellschaft für Operations Research, Wien

## Schriften (Auswahl)

### Als Autor
- Die wirtschaftlichen Entscheidungen des Haushalts (= Frankfurter Wirtschafts- und Sozialwissenschaftliche Studien. Heft 18). Duncker & Humblot, Berlin 1967, ISBN 3-428-00075-7, doi:10.3790/978-3-428-40075-1.
- COBOL Programmierungsanleitung, Frankfurt/Main 1968.
- COBOL Aufgabensammlung, Frankfurt/Main 1968.
- Mit Reinhard Selten: Experiences with the Management Game SINTO-Market. In: Heinz Sauermann (Hrsg.): Beiträge zur experimentellen Wirtschaftsforschung. Band 2. J.C.B. Mohr (Paul Siebeck), Tübingen 1970, S. 136–150.
- Ökonometrische Prognosemethoden (Habilschrift). Frankfurter Wirtschafts- und Sozialwissenschaftliche Studien, Band 32, Duncker & Humblot, Berlin 1970.
- Investment decisions in the management game SINTO-Market. In: Heinz Sauermann (Hrsg.): Beiträge zur experimentellen Wirtschaftsforschung. Band 3. J.C.B. Mohr (Paul Siebeck), Tübingen 1972, S. 467–495.
- Mit Stefan Huschens: Bounded Rational Strategies in Sequential Bargaining: an Experiment and a Learning by Evolution Strategy. In: Reinhard Tietz, Wulf Albers, Reinhard Selten (Hrsg.): Bounded Rational Behavior in Experimental Games and Markets (= Lecture Notes in Economics and Mathematical Systems. Band 314). Springer, Berlin 1988, ISBN 978-3-540-50036-0, S. 129–141, doi:10.1007/978-3-642-48356-1_10.
- Mit Ulrike Leopold-Wildburger: Some new Lotka–Volterra-experiments. In: Operations Research Proceedings 1995. 1996, S. 482–486.
- Mit Ulrike Leopold-Wildburger: The Bounds and Likelihood-Procedure – A Simulation Study concerning the Efficiency of Visual Forecasting Techniques. In: Central European Journal of Operations Research and Economics. Band 4, Nr. 2/3, 1996, S. 223–229.
- Mit Tanja Feit, Vera Hofer, Ulrike Leopold-Wildburger, Susanne Lind-Braucher, Jörg Schütze, Reinhard Selten: The Management Game SINTO-Market — Report on Some Recent Experiments. In: Operations Research Proceedings 2002. 2003, S. 453–458.
- Mit Ulrike Leopold-Wildburger: Erwartungsbildung und Prognose – Ergebnisse einer experimentellen Studie. In: Austrian Journal of Statistics. Band 29, 2002, S. 7–16.
- Mit Ulrike Leopold-Wildburger, Jörg Schütze: Some new Lotka–Volterra experiments. In: Central European Journal of Operations Research and Economics. Band 12, 2002, S. 187–196.
- Mit Johannes Leitner, Ulrike Leopold-Wildburger, Jörg Hermann Schütze: Bounds & Likelihood Procedure Revisited. In: Operations Research Proceedings 2002. 2003, S. 439–464.
- Mit Johannes Leitner, Ulrike Leopold-Wildburger: Modelling Judgmental Forecasts under Tabular and Graphical Data Presentation Formats. In: Ulrich Schmidt, Stefan Traub (Hrsg.): Advances in Public Economics: Utility, Choice and Welfare – A Festschrift for Christian Seidl (= Theory and Decision Library C. Band 38). Springer-Verlag, New York 2005, ISBN 978-0-387-25705-1, S. 255–266, doi:10.1007/0-387-25706-3_15.
- Mit Tanja Feit, Vera Hofer, Ulrike Leopold-Wildburger, Jörg Schütze, Reinhard Selten: Das Marketingspiel SINTO und seine Vorzüge als Unternehmensplanspiel. In: Sem|Radar: Zeitschrift für Systemdenken und Entscheidungsfindung im Management. Band 4, Nr. 1, 2005, S. 3–18.
- Mit Tanja Feit, Vera Hofer, Ulrike Leopold-Wildburger, Robin Pope, Reinhard Selten: Männer schöpfen Märkte besser aus – Empirische Evidenz anhand des Unternehmensplanspiels SINTO-Markt. In: Perspektiven der Wirtschaftspolitik. Band 7, Nr. 4, 2006, S. 445–458, doi:10.1111/1468-2516.00221.
- Mit Tanja Feit, Vera Hofer, Ulrike Leopold-Wildburger, Reinhard Selten: Educational effects in an experiment with the management game SINTO-Market. In: Central European Journal of Operations Research and Economics. Band 15, 2007, S. 301–308.
- Mit Johannes Leitner, Ulrike Leopold-Wildburger: Forecasting Behavior in Instable Environments. In: Operations Research Proceedings 2008. S. 501–506, doi:10.1007/978-3-642-00142-0_81.
- Mit Johannes Leitner, Ulrike Leopold-Wildburger: Expectation formation and regime switches. In: Experimental Economics. Band 12, 2009, S. 350–364, doi:10.1007/s10683-009-9213-0.
- Encounters with Reinhard Selten: An Office Mate’s Report. In: Axel Ockenfels, Abdolkarim Sadrieh (Hrsg.): The Selten School of Behavioral Economics – A Collection of Essays in Honor of Reinhard Selten. Springer, Berlin/Heidelberg 2010, ISBN 978-3-642-13982-6, S. 9–17, doi:10.1007/978-3-642-13983-3_2.
- Mit Ulrike Leopold-Wildburger: Optimal Dynamic Control of Predator–Prey Models. In: Central European Journal of Operations Research. Band 28, Nr. 2/3, 2020, S. 425–440, doi:10.1007/s10100-019-00656-7.

### Als Herausgeber
- mit Rudolf Richter (Hrsg.): Dynamische Wirtschaftsanalyse : Theorie, Experiment, Entscheidung – Heinz Sauermann zum 70. Geburtstag. Mohr, Tübingen 1975, ISBN 978-3-16-336892-7.